# Киянская, Оксана Ивановна
Окса́на Ива́новна Кия́нская (род. 16 ноября 1968 года, Москва) — российский историк и литературовед, специалист в области русской истории, литературы и журналистики конца XVIII — первой половины XX веков, революционного движения в России, военной истории, движения декабристов. Доктор исторических наук, профессор.

## Биография
Окончила среднюю общеобразовательную школу № 279, затем в 1991 году Московский государственный университет по специальности «журналистика». После окончания вуза работает в Российском государственном гуманитарном университете (РГГУ). Кандидат исторических наук (1997, диссертация «Военная революция декабристов: восстание Черниговского пехотного полка»), доктор исторических наук (2002, диссертация «Научная биография П. И. Пестеля»), профессор (2006).
До 1999 года работала на кафедре русской литературы историко-филологического факультета РГГУ. В 2000 году вместе с М. П. Одесским и Д. М. Фельдманом перешла на вновь организованный факультет журналистики, на кафедру литературной критики. Читает курсы лекций «История отечественной журналистики», «История отечественной публицистики», «История отечественной литературы», «История повседневности». Руководит магистерской программой «Современная медиапублицистика».
С марта 2017 года — ведущий научный сотрудник ИНИОН РАН. С июля 2017 года — заместитель главного редактора журнала «Россия и современный мир» (главный редактор В. С. Мирзеханов).

## Научная деятельность
Специалист в области истории, литературы и журналистики России XVIII—XX веков. Научные интересы: творчество А. Н. Радищева и А. С. Пушкина, проблемы декабризма, военная история России, отечественная журналистика. Выступает за объективистский подход к истории декабристского движения, отказ как от его идеализации, так и от гиперкритицизма в его отношении. Изучает такие проблемы, как система финансирования заговора и обеспечения его безопасности, связи декабристов с высшими военными чиновниками и армейскими структурами, с европейской социально-политической мыслью, биографии участников декабристского движения. Биограф П. И. Пестеля, К. Ф. Рылеева, С. П. Трубецкого, С. И. Муравьёва-Апостола и других участников движения. Автор книги о Восстании Черниговского полка, обобщающей монографии «Декабристы» в серии ЖЗЛ.
В последние годы выпустила ряд работ, посвящённых советской литературе и журналистике. В частности, совместно с Д. М. Фельдманом восстановила биографию советского журналиста Я. М. Бельского.

## Критика
Публикации О. И. Киянской о движении декабристов подвергаются критике группой исследователей по данной тематике. Например, в издании «Декабристы: Актуальные направления исследований. Сборник статей и материалов» (СПб., 2014) были опубликованы две критические статьи на её книгу о Рылееве (А. Б. Шешин, «Выполнял ли К. Ф. Рылеев поручения князя А. Н. Голицына и намеревался ли он вывезти императорскую фамилию в Форт-Росс в Калифорнии? (по поводу книги А. Г. Готовцевой и О. И. Киянской „Правитель дел“)» и М. А. Пастухов, «Новый опыт биографии поэта-декабриста К. Ф. Рылеева»).
Ряд её выводов о финансовых махинациях, осуществляемых деятелями Южного общества, подробно разбираются и опровергаются в статье историка Ек. Ю. Лебедевой «Оксана Ивановна Киянская и золото партии», суть её методологии и ряд небрежностей в обращении с источниками раскрыты в статье историков Н. Соколовой и Ек. Ю. Лебедевой «Оксана Ивановна Киянская как историографическая проблема».

## Основные работы
Монографии
- Южный бунт: Восстание Черниговского пехотного полка, 29 декабря 1825 г. — 3 января 1826. — М.: РГГУ, 1997 (второе изд. — М.: Форум, 2016).
- Павел Пестель: офицер, разведчик, заговорщик. — М.: Параллели, 2002.
- Южное общество декабристов. Люди и события. Очерки истории тайных обществ 1820-х годов. — М.: РГГУ, 2005.
- Пестель. — М.: Молодая гвардия, 2005. — (ЖЗЛ).
- Очерки из истории общественного движения в России в правление Александра I. — СПб.: Нестор-История, 2008.
- Правитель дел: К истории литературной, финансовой и конспиративной деятельности К. Ф. Рылеева. — СПб.: Нестор-История, 2010. (В соавт. с А. Г. Готовцевой).
- Рылеев. — М.: Молодая гвардия, 2013. — (ЖЗЛ). (В соавт. с А. Г. Готовцевой).
- Очерки истории русской советской литературы и журналистики 1920—1930-х годов: Портреты и скандалы. — М.: Форум, 2015. — ISBN 978-5-00091-011-5. (В соавт. с Д. М. Фельдманом)
- Декабристы. — М.: Молодая гвардия, 2015. — (ЖЗЛ).
- Эпоха и судьба чекиста Бельского. — М.: РГГУ, 2016. — ISBN 978-5-7281-1771-1. (В соавт. с Д. М. Фельдманом).
- Русская литература XI—XVIII вв.: Учебник для бакалавров. — М.: РГГУ, 2016. (В соавт. с М. П. Одесским).
- Словесность на допросе. Следственные дела советских писателей и журналистов 1920—1930-х годов. — М., 2018 (в соавт. с Д. М. Фельдманом)
- Люди двадцатых годов. Декабрист Сергей Муравьёв-Апостол. — М.: РИПОЛ классик. 2023. — 768 с.
- Люди двадцатых годов. Декабрист Михаил Бестужев-Рюмин. — М.: РГГУ, 2024. — 258 c.

Статьи
- Кризис монологизма в русский литературе конца XVIII в. // Graduate Essays on Slavic Languages and Literatures. — Pittsburgh, 1994.
- К истории восстания Черниговского пехотного полка (29 декабря 1825 г. — 3 января 1826 г.) // Отечественная история. — 1995. — № 6.
- Декабрист М. П. Бестужев-Рюмин // Отечественная история. — 2001. — № 6.
- Еврейский вопрос в теории и практике Южного общества декабристов // Параллели: Русско-еврейский историко-литературный и библиографический альманах. — 2002. — № 1.
- Декабрист С. Г. Волконский // Отечественная история. — 2004. — № 6.
- Соратники П. И. Пестеля: Аркадий Майборода и Нестор Ледоховский // 14 декабря 1825 года. — СПб.: Нестор, 2004. — Вып. VI.
- А. Г. Щербатов и движение декабристов // Освободительное движение в России. — Саратов, 2006. — Вып. 21.
- К истории несостоявшейся революции (С. П. Трубецкой и восстание Черниговского полка) // Россия XXI. — 2007. — № 6. (В соавт. с А. Г. Готовцевой).
- «Nos amis de quators», или Декабристоведение и декабристоведы XXI века // Декабристы. Актуальные проблемы и новые подходы. — М., 2008.
- Повседневная жизнь декабристов: из записной книжки историка // Декабристы. Актуальные проблемы и новые подходы. — М., 2008.
- Декабристы и народ: к постановке проблемы // Россия XXI. — 2009. — № 1. — С. 108—151.
- Движение декабристов как гипотеза // Источниковедение культуры: Альманах РГГУ. — 2010. — Вып. 2.
- «Человек, заслуживающий доверия»: князь Сергей Трубецкой в заговоре и на службе // Россия XXI. — 2011. — № 12. (В соавт. с А. Г. Готовцевой).
- К истории газеты «Северная пчела»: Ф. В. Булгарин и Российско-американская компания // Вестник РГГУ. — 2012. — № 13 (93).
- К истории советской региональной печати: дымовское дело // Россия XXI. — 2014. — № 2. (В соавт. с Д. М. Фельдманом).
- Уездный детектив: Одесская биография Евгения Петрова (в двух частях, с прологом и эпилогом) // Вопросы литературы. — 2014. — № 5. (В соавт. с Д. М. Фельдманом).
- К истории антисоветских настроений в московской журналистике 1930-х годов: Уголовное дело Михаила Вольпина // Вестник РГГУ. — 2015. — № 5. Сер: «История. Филология. Культурология. Востоковедение». (В соавт. с Д. М. Фельдманом).
- «Контрреволюционного содержания басни»: Уголовное дело Николая Эрдмана, Владимира Масса и Эмиля Кроткого // Вопросы литературы. — 2016. — № 2. (В соавт. с Д. М. Фельдманом)
- Показания А. Гарри о положении иностранных корреспондентов в СССР (1930 год) // Вопросы литературы. — 2016. — № 4. (В соавт. с Д. М. Фельдманом)